# Hermandad de la Oración en el Huerto (Dos Hermanas)

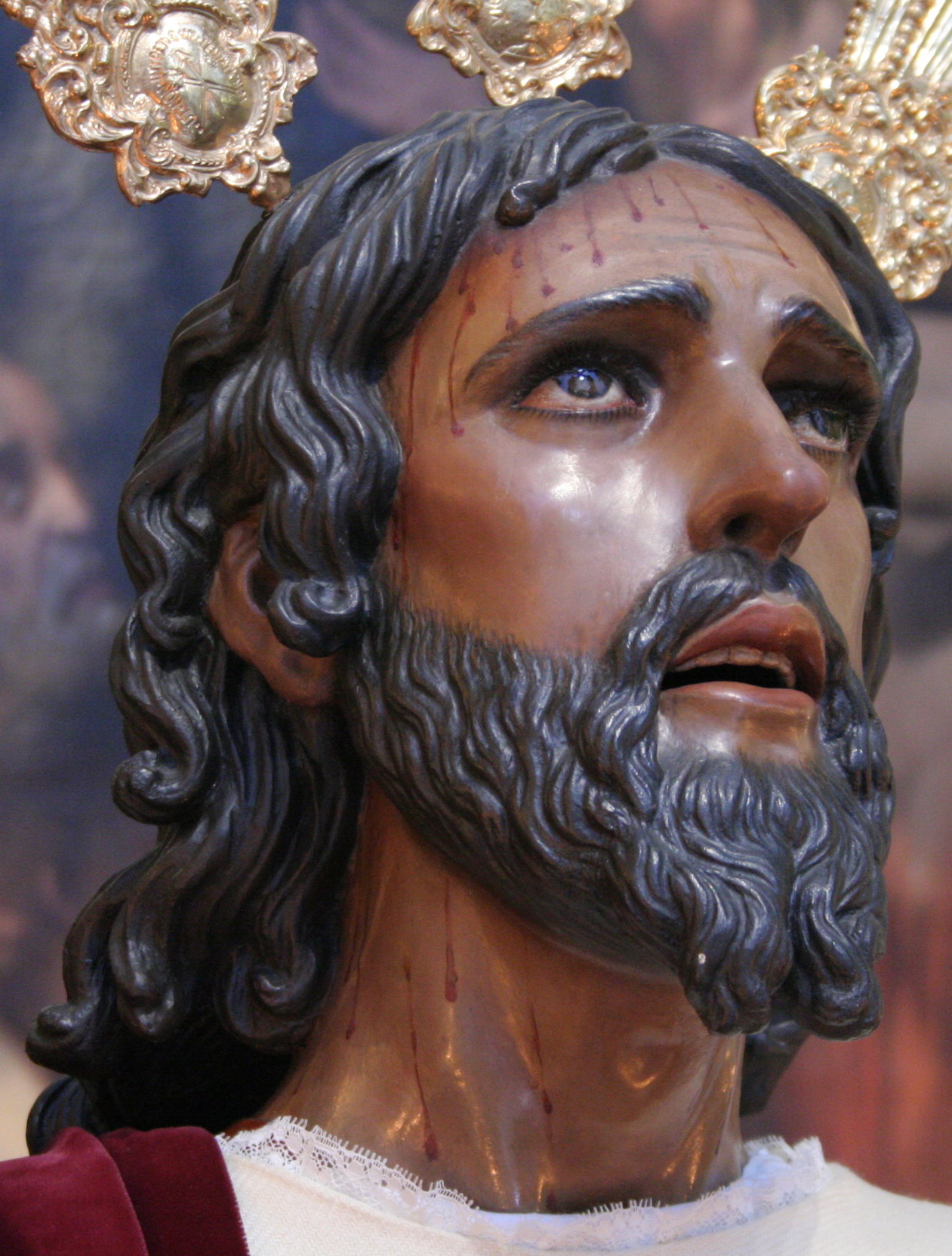
Primer plano del Jesús orante.

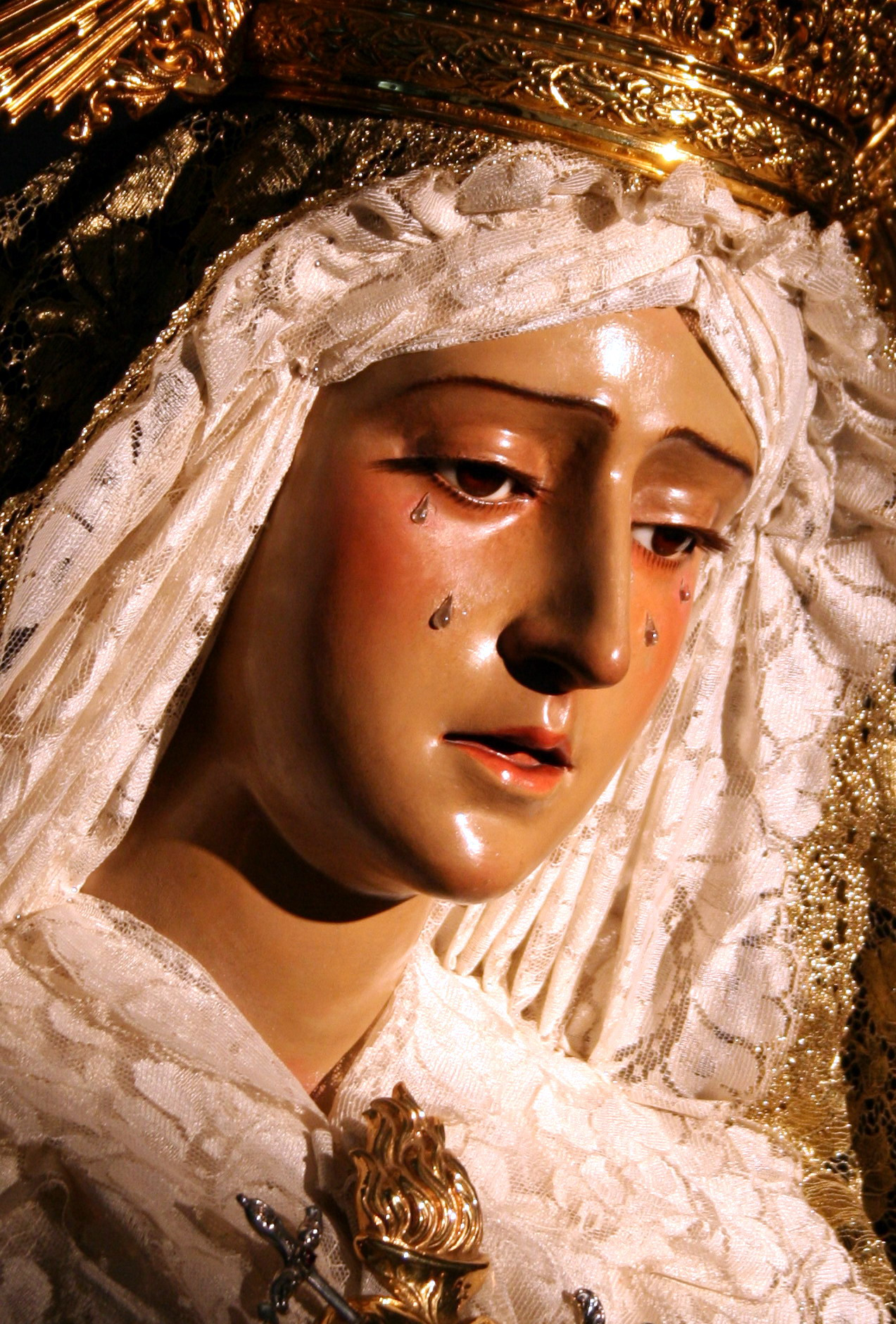
Virgen los Dolores.

La Hermandad de la Oración en el Huerto es una cofradía conformada entre los siglos XVI y XVIII. Tiene su sede en la parroquia de Santa María Magadalena de Dos Hermanas, provincia de Sevilla, Andalucía, España. Su nombre completo es Antigua Hermandad del Santísimo Rosario y Cofradía de Nazarenos de la Sagrada Oración de Nuestro Señor Jesucristo en el Huerto y Nuestra Madre y Señora de los Dolores

## Historia
La primera noticia de una hermandad en torno a la Virgen del Rosario aparece en un testamento de Yucatán de 1595. Estas referencias se irán repitiendo a lo largo de los siglos XVII y XVIII y consta su mantenimiento, con altibajos, en el siglo XIX y principios del XX. En 1716 empezó a procesionar la Oración en el Huerto con miembros de la cofradía del Rosario. La imagen del Rosario perece en un incendio de 1936, al comienzo de la Guerra Civil, y los hermanos adquieren otra en 1940 de un convento de dominicas de Sevilla. En el siglo XVIII la hermandad comienza a venerar también a la Virgen dorolsa de la parroquia. En 1977 la hermandad adquirió su actual nombre.

## Representaciones

### Jesús orante
La talla original era una obra anónima del siglo XVIII que fue quemada en un incendio intencionado en 1936 al comienzo de la Guerra Civil. La actual talla es de Manuel Pineda Calderón de 1948.

### Virgen de los Dolores
Hay constancia de que a comienzos del siglo XVIII la hermandad adquirió una dolorosa que se desconoce. La actual fue donada en 1892 por una feligresa. Fue restaurada en 2004 por Luis Álvarez Duarte.

### Virgen del Rosario
Es una imagen gloriosa donde representa a la Virgen con el niño en brazos. La talla original era una obra anónima de finales del siglo XVI. Fue destruida en el incendio de la parroquia en 1936. Fue sustituida en 1940 por la actual, que es de autor y fecha desconocidos y de la que solo se sabe que proviene de un convento de dominicas de Sevilla.